# Mariusz Stępiński
Mariusz Stępiński (Sieradz, 12 mei 1995) is een Pools voetballer die doorgaans als aanvaller speelt. Hij verruilde Ruch Chorzów in augustus 2016 voor FC Nantes. Stępiński debuteerde in 2013 in het Pools voetbalelftal.

## Clubcarrière
Stępiński speelde in de jeugd bij Piast Błaszki en Pogoń-Ekolog Zduńska Wola. In juni 2011 tekende hij bij Widzew Łódź. In twee seizoenen scoorde hij vijf doelpunten in 33 wedstrijden voor de club. Op 5 juni 2013 zette hij als transfervrije speler zijn handtekening onder een driejarig contract bij FC Nürnberg. Na twee huurperiodes in Polen bij Wisła Krakau en Ruch Chorzow tekende hij een contract tot 2020 bij FC Nantes.

## Interlandcarrière
Stępiński speelde voor diverse Poolse jeugdelftallen. Hij debuteerde op 2 februari 2013 onder leiding van bondscoach Waldemar Fornalik in het Pools voetbalelftal, in een met 4–1 gewonnen oefeninterland tegen Roemenië. Hij was ook actief op het Europees kampioenschap voetbal mannen onder 17 in 2012. Stępiński maakte deel uit van de Poolse selectie op het EK 2016 in Frankrijk. Polen werd in de kwartfinale na strafschoppen uitgeschakeld door Portugal (1–1, 3–5). Jakub Błaszczykowski was de enige speler die miste. Stępiński kwam tijdens het toernooi niet in actie.
1 Montipò ·
3 Frese ·
4 Daniliuc ·
5 Faraoni  ·
6 Belahyane ·
7 Lambourde ·
8 Lazović ·
9 Sarr ·
10 Mitrović ·
11 Tengstedt · 
12 Bradarić ·
13 Cruz ·
14 Livramento ·
15 Okou ·
16 Chiesa ·
17 Sishuba ·
18 Harroui ·
20 Kastanos ·
21 Silva ·
22 Berardi ·
23 Magnani ·
25 Serdar ·
27 Dawidowicz ·
28 Luna ·
29 Alidou ·
31 Suslov ·
33 Duda ·
34 Perilli ·
35 Mosquera ·
38 Tchatchoua ·
42 Coppola ·
72 Ajayi ·
80 Cissé ·
82 Corradi ·
87 Ghilardi ·
99 Nwanege ·
Coach: Baroni
· Assistent-coach: Bocchetti